# Den russiske sangerinde (film)
 For alternative betydninger, se Den russiske sangerinde. (Se også artikler, som begynder med Den russiske sangerinde)
Den russiske sangerinde er en dansk film fra 1993, baseret på Leif Davidsens roman af samme navn. Davidsen har også skrevet manuskript med William Aldridge og filmens instruktør Morten Arnfred.

## Medvirkende
- Ole Lemmeke
- Jesper Christensen
- Erik Mørk
- Margrethe Koytu
- Stig Hoffmeyer